# Ernst Christoph Dressler
Ernst Christoph Dressler (Greußen, 13 agosto 1734 – Kassel, 6 aprile 1779) è stato un compositore, tenore e teorico musicale tedesco.
Segretario nei teatri di Bayreuth e Gotha, divenne in seguito maestro di cappella a Wetzlar e infine cantante d'opera a Vienna e Kassel, dove morì a soli 45 anni. Il suo lavoro più conosciuto è una Marcia dalla quale Ludwig van Beethoven compose la sua prima opera, pubblicata a Mannheim nel 1782, le Nove Variazioni per pianoforte su una marcia di Dressler.